# Piltdowni ember

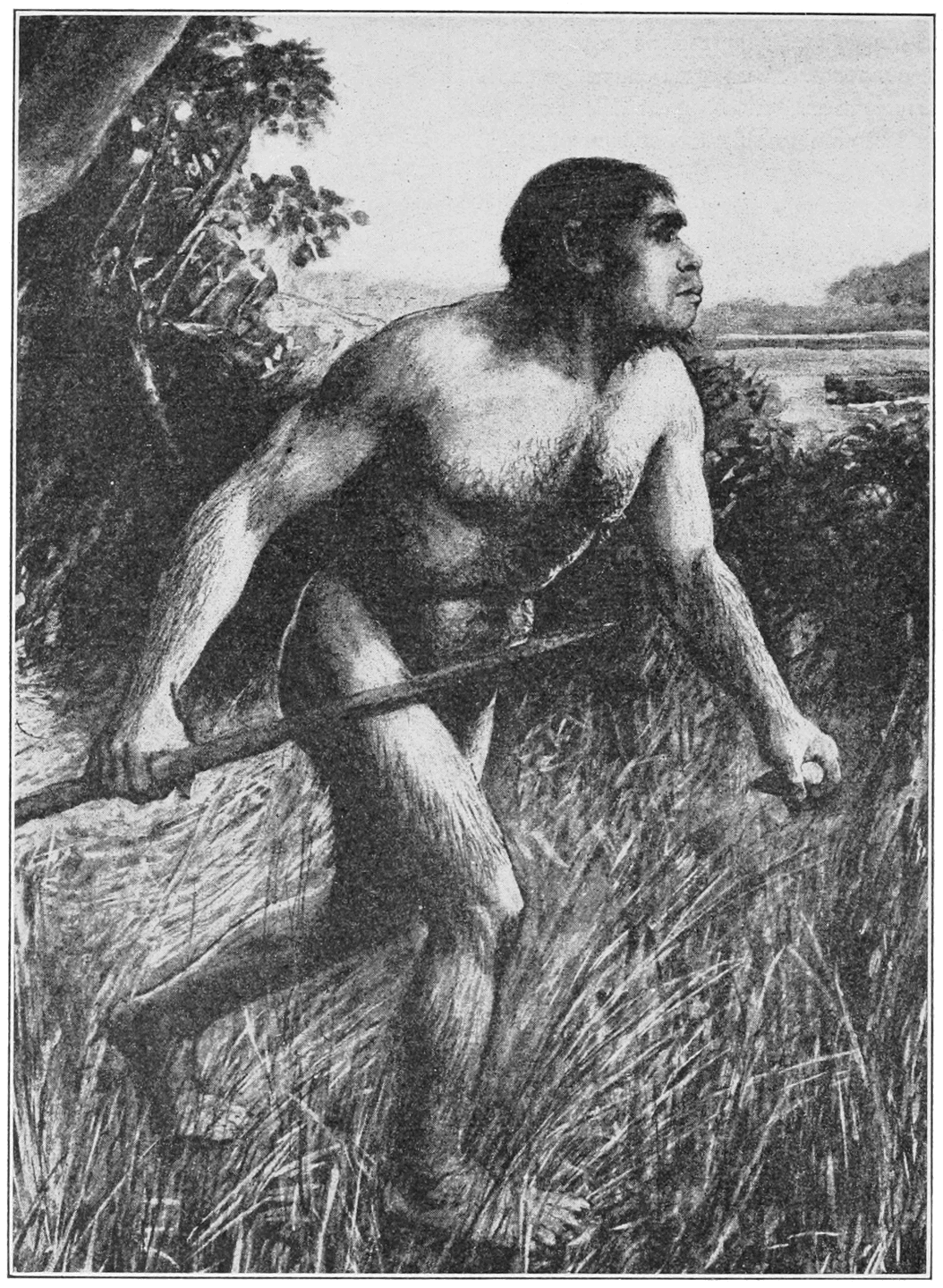
Egy tipp a nemlétező lény kinézetére

A piltdowni ember (Piltdown Man) a tudománytörténet egyik legnagyobb csalása volt.
Az emberi evolúció történetét tanulmányozva a 19–20. század fordulója körül a fő kérdés a majom és az ember közötti „hiányzó láncszem” keresése volt. 1912-ben Charles Dawson azzal állt elő, hogy Piltdowntól (Anglia, Sussex) nem messze kiásott egy leletet, egy agykoponya- és állkapocstöredéket, ami szerinte a „hiányzó láncszem” bizonyítéka. Az állkapocs egy majoméhoz hasonlított, a fogak és az agykoponya viszont  emberi volt.
Már 1923-ban egy anatómus, Franz Weidenreich kijelentette, hogy a lelet hamisítvány: szerinte a piltdowni ember koponyáját egy ember agykoponyájából és egy majom állkapcsából rakták össze, de akkor még nem hittek neki. A brit közvélemény különösen szerette volna eme hiányzó láncszemet Nagy-Britanniának tulajdonítani, ezért a vitát nacionalista politikai érdekek is átszőtték. Csak 1953-ban bizonyította be a British National History Museum, hogy a felfedezés egy mesteri átverés volt, jóllehet a tudósok a korábbi évtizedekben sem tudtak a leletre támaszkodni, sőt egyre nyilvánvalóbbá vált, hogy az emberré válás folyamata hosszabb ideig tartott és sokkal több szakaszból állt. Mindezt alátámasztották olyan leletek, amelyek egymás után kerültek elő különböző előemberekről, különböző korokból a világ számos pontjáról (elsősorban Afrikából), de nem volt hasonlóság köztük és a piltdowni ember között, ezért a lelet nem is illett bele az emberi faj fejlődéstörténetébe. A csont fluortartalmának vizsgálata alapján 5-600 éves orángután és emberi csontokról volt szó, amit pár évvel korábban áshattak el Piltdown mellett.
Hogy ki hamisította ezt az egyik legnagyobb paleontológiai és antropológiai felfedezésnek vélt „leletet”, soha nem derült ki, noha a legtöbben Dawsonra gyanakodnak, aki ezzel akart elismertségre és hírnévre szert tenni.